# Latvijas Hokeja federācija
Latvijas Hokeja federācija kontrollerar den organiserade ishockeyn i Lettland. Lettland inträdde den 22 februari 1931 i IIHF.

### Fotnoter
1. ↑  ”Latvia”. International Ice Hockey Federation. Arkiverad från originalet den 25 maj 2012. https://archive.is/20120525065939/http://www.iihf.com/iihf-home/countries/latvia.html. Läst 9 april 2012.